# فال ديلا توري
فال ديلا توري؛ هي بلدية (بلدية) في مدينة تورينو الحضرية في المنطقة الإيطالية بيدمونت، وتقع على بعد حوالي 25 كيلومتر (16 ميلا) شمال غرب تورينو.
تقع في جبال الألب. تقع قمة مونتي كولومبانو في المنطقة البلدية.